# جهاز ثقب الأذن
جهاز ثقب الأذن أو مسدس ثقب الأذن هو جهاز مصمم لاختراق شحمة الأذن عن طريق دفع قرط بادئ مدبب من خلال شحمة الأذن. قد تكون مسدسات الثقب قابلة لإعادة الاستخدام أو يمكن التخلص منها. عادةً ما تُستخدم مسدسات الثقب في متاجر المجوهرات في المولات.